# Своев, Владимир Никитич
Владимир Никитич Своев (10 июля 1815 — 7 февраля 1886) — русский генерал от инфантерии, участник Крымской войны и Кавказских походов.

## Биография
Происходил из дворян Московской губернии, родился 10 июля 1815 г., воспитывался в Московском кадетском корпусе и 13 декабря 1833 г. был выпущен из корпуса прапорщиком с определением в лейб-гвардии Финляндский полк. В 1839 г. в чине подпоручика в рядах роты Его Величества был командирован в селение Бородино для участия на параде и на манёврах при открытии памятника на поле Бородинского сражения. Продолжая дальнейшую службу в рядах того же полка, Своев, как образцовый ротный командир, был на виду у начальства и в 1846 г., в чине капитана, за неимение в роте бежавших нижних чинов был награждён орденом Св. Анны 3-й степени. В 1848 г. он был произведён в полковники.

## Война в Венгрии
В 1848 году, вследствие войны с венграми, находился в походе гвардии к западным пределам Империи (с 15 мая по 7 ноября). Вскоре после похода он был назначен командиром 3-го батальона лейб-гвардии Финляндского полка, а вслед за тем командиром 1-го батальона и за отлично-усердную службу был награждён орденом Св. Владимира 4-й степени.

## Крымская война
Во время Восточной война (1853—1856 гг.), и Финляндский полк был назначен в состав войск, охранявших прибрежье Санкт-Петербургской губернии и уезда Странд-Выборгской губернии. В начале 1855 г. Своев был назначен командующим 2-й бригадой резервной гренадерской дивизии, с переводом в 5-й резервный батальон гренадерского его величества короля Нидерландского полка. Со своей бригадой он находился при бомбардировании крепости Свеаборга английской эскадрой и охранял гельсингфорсскую позицию (с 14 апреля по 21 ноября 1855 г.). В следующем году Своев, за отличие по службе, был награждён орденом Св. Анны 2-й степени и произведён 26 августа в генерал-майоры, а вслед за тем был назначен помощником начальника резервной дивизии отдельного гренадерского корпуса. Но на этой должности он не пробыл и года. Назначенный в 1857 г. командиром Образцового пехотного полка и командуя им четыре года, он довёл вверенную ему часть до отличного состояния, за что неоднократно получал Монаршие благоволения и был награждён орденом св. Владимира 3-й степени. Вслед за тем (в 1861 г.) был назначен состоять при отдельном гвардейском корпусе и был награждён орденом св. Станислава 1-й степени.

## Польское восстание
В начале 1862 года он был назначен командиром лейб-гвардии Гренадерского полка, с которым ему пришлось принять участие в подавлении польского восстания 1863 года. Прибыв с полком 9 февраля в Вильну, он был отправлен в начале мая в Свенцянский уезд для восстановления там порядка и спокойствия, причём части вверенного ему полка имели дела с мятежниками: 3 мая у завода Минче, 4 мая у м. Василишки, 9 мая у м. Лукны и в июне у р. Судилки. К началу июля порядок был восстановлен в Западном крае почти повсеместно, и гвардейские войска были отозваны на свои постоянные стоянки. За распорядительность и энергию при восстановлении порядка в Свенцянском уезде Своев был награждён орденом Св. Анны 1-й степени и в том же году был произведён 30 августа в генерал-лейтенанты, с назначением начальником 30-й пехотной дивизии, причём был зачислен в списки лейб-гвардии Гренадерского полка.

## На Кавказе
6 января 1865 года Своев был назначен начальником 19-й пехотной дивизии, расположенной на Кавказе. Здесь ему пришлось принять самое деятельное участие при погашении последних вспышек горского сопротивления. 1864 год, год покорения Западного Кавказа, был последним актом упорной войны, длившейся несколько десятилетий. Тем не менее, ещё имелись остатки сопротивления.

## Экспедиция в землю Хакучей
Неподвластным оставалась общность хакучей (около 3-х тысяч душ), населявшее в горах бассейн Псезуапсе и решившееся с упорством отстаивать свою независимость. Такого рода обстоятельства вынуждали принять самые решительные меры, чтобы раз навсегда покончить с непокорным населением. С этой целью осенью 1865 г. была назначена экспедиция в землю Хакучей под начальством генерал-лейтенанта Своева. Театр действий представлял собой почти замкнутую котловину, окружённую кольцом высоких и крутых скал. Для более удобного действия против хакучей, чтобы охватить их со всех сторон и одновременно действовать с различных пунктов, Своев разделил свой отряд (6 ½ батальонов пехоты, 8 сотен казаков, два ракетных станка, пластуны и охотники) на пять колонн. При третьей колонне, как предназначенной для действия в самом центре неприятельского расположения, находился начальник отряда. 3-го октября началось движение войск, которое продолжалось непрерывно десять дней, причём приходилось бороться больше с природой, чем с человеком. Горцы везде оказывали очень слабое сопротивление, так что за всё это время в отряде Своева потеря была самая незначительная (ранено два нижних чина). Затем войска отряда были направлены в соседние бассейны рек Шахе и Аше и производили там непрерывные поиски до последних чисел октября, после чего были распущены по своим штаб-квартирам. Последствием этой экспедиции было выселение 2547 горцев в Турцию. Таким образом цель экспедиции была достигнута вполне, и последние остатки непокорного населения были выселены окончательно. За блистательное исполнение возложенного на него поручения Своев был награждён орденом сСв. Владимира 2-й степени с мечами.

## Кубанская область
Вслед за тем он временно командовал войсками Кубанской области (со 2 июля 1868 г. по 10 марта 1869 г.) и за отличное исполнение своих новых обязанностей был награждён в 1869 г. орденом Белого орла. В 1870 г., за деятельное участие в составлении и приведении в действие Положения об освобождении зависимых сословий в горских обществах Кубанской области, он был награждён золотой медалью и знаком отличия, и ему было объявлено Высочайшее благоволение. В следующем году Своев был награждён золотой табакеркой, украшенной бриллиантами, с портретом императора Александра ІІ, а через два года после этого орденом Св. Александра Невского.
27 октября 1876 г. Своев был назначен состоять в распоряжении Его Императорского Высочества Главнокомандующего Кавказской армией великого князя Михаила Николаевича, с зачислением по гвардейской пехоте. Награждённый в 1878 г. алмазными знаками ордена Св. Александра Невского и 16 апреля чином генерала от инфантерии, в начале следующего года он был назначен командиром 1-го Кавказского армейского корпуса и пробыл в этой должности три года. В 1880 г. ему была пожалована аренда на двенадцать лет, по три тысячи рублей ежегодно, а через два года после этого он был назначен членом Военного совета, с зачислением по гвардейской пехоте.
Своев скончался 7 февраля 1886 г., семидесяти одного года от роду.

## Награды
- Орден Святой Анны 3-й ст. (1846)
- Орден Святого Владимира 4-й ст. (1849)
- Орден Святой Анны 2-й ст. (1855)
- Орден Святого Владимира 3-й ст.
- Орден Святого Станислава 1-й ст. (1861)
- Орден Святой Анны 1-й ст. (1863)
- Единовременно 2000 руб. (1865)[1]
- Орден Святого Владимира 2-й ст. (1866)
- Орден Белого Орла (1869)
- Бриллиантовая табакерка с вензелем Императора (1871)[1]
- Орден Святого Александра Невского (1873)
- Знак отличия беспорочной службы «XL лет» (1876)[1]
- Алмазные знаки ордена Святого Александра Невского (1878)[1]
- Вместо аренды по 3000 руб. в год на 12 лет с 1.01.1880 (1880)[1]
- Орден Святого Владимира 1-й ст. (1883)

Кроме перечисленных выше орденов и знаков отличий он ещё имел: знаки отличия беспорочной службы за XV, XX и XL лет, знак Красного креста и бронзовые медали: в память Крымской войны 1853—1856 гг., за усмирение польского мятежа 1863 и 1864 гг. и в память русско-турецкой войны 1877—1878 гг.